# Pago de Pico

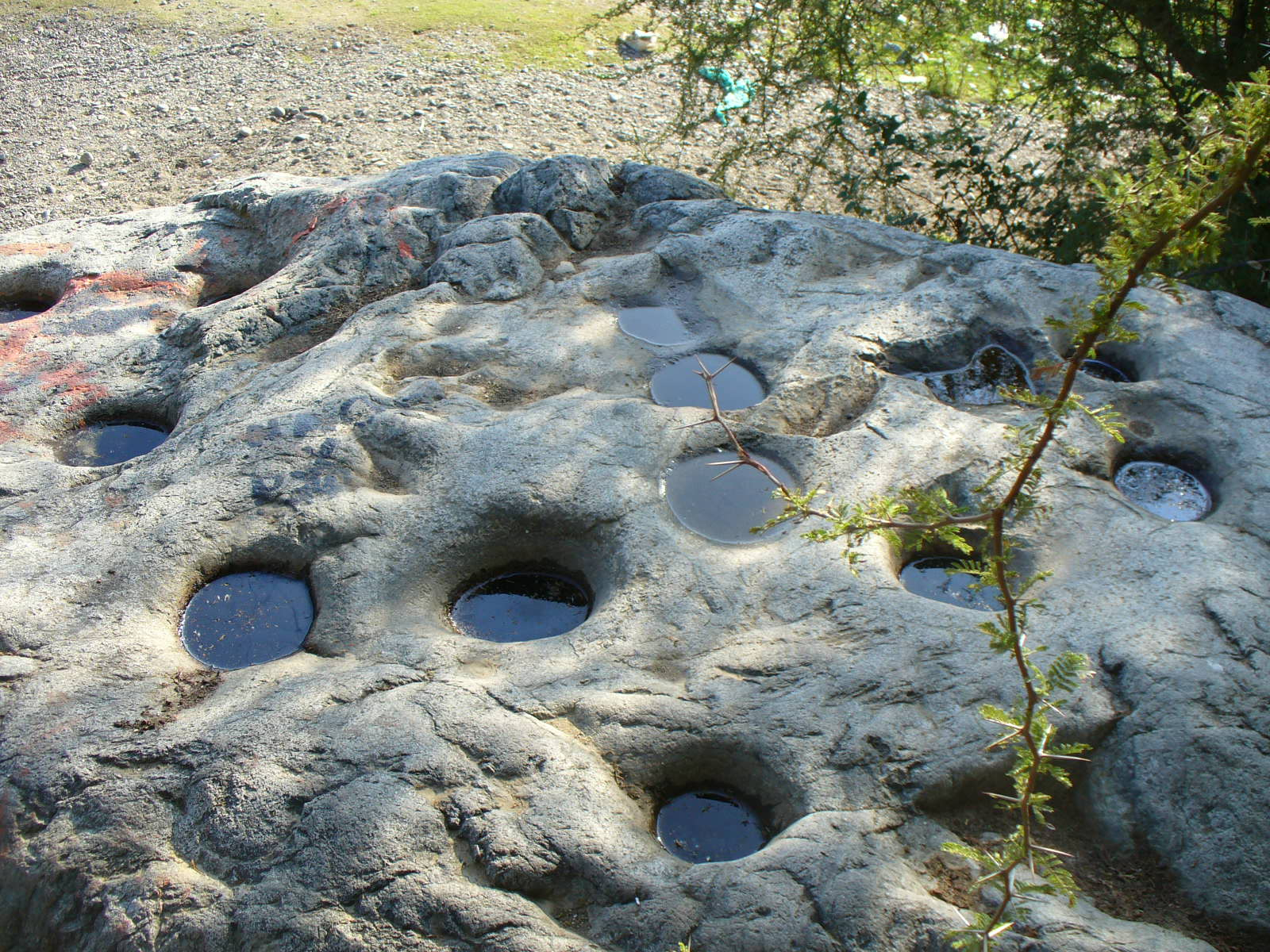
Piedras tacitas que servían para moler el trigo y semillas a la Tradición Bato y Cultura Llolleo, en las cercanías de Río Puangue.

El Pago de Pico (del mapudungún: Pikun ‘norte’) era el centro étnico de los Picones, localizado a 8 km al noroeste de Melipilla. Posteriormente asiento de la Hacienda de Pico. Actualmente Puangue al noroeste de Melipilla.

## Desarrollo
El centro étnico de los Picones más eminente parece haber radicado en el pago de Pico, situado en las cercanías de Melipilla. Precisamente, setenta indígenas Picones fueron encomendados al obispo Rodrigo González Marmolejo, por Pedro de Valdivia. Tuvo más tarde el disfrute de la encomienda, Antonio González Montero, sobrino del eclesiástico. En el siglo XVIII, existía en las cercanías de Pomaire, el pueblo de indios de Pico, ubicado en la hacienda del mismo nombre, a unos 8 km al noroeste de Melipilla, adscrito a la Doctrina de Llolleo.
Probablemente, Pico fue una cabecera de relieve, desde que un curaca con ese nombre aparecía entre las "cabezas" excelsas del Reino, en tiempos de Valdivia. En el rol de 1894 todavía aparecía con el nombre de Pico con un avalúo de 142.000 pesos de la época.
A la llegada de los españoles al Valle de Santiago son nombrados (se refieren en realidada los curacas y loncos de los lugares y no a nombres propios salvo Michimalonco y Tangalonco).

En efecto, al parlamento de Santiago: “... concurrieron los principales capitanes y cabezas del Reino: entre los cuales estaban el capitán Jaujalongo, Chingaymanque, Apoquindo, Butacura (Vitacura) Lampa, Maipolipillán, Colina, Melipilla, Peumo, Pico, Poangue, Cachapoal, Teno, Gualemo, y el General Michimalongo
Mariño de Lobera 1865: 70 

”

## Encomienda
En otro orden, el mismo conquistador donó a Juan Bautista Pastene una encomienda, en 1550, en la que se incluyeron:

"Los caciques llamados Antequilica e Chumavo o Catalogna con todos sus indios... que tienen su tierra en la provincia de los Picones e valle llamado de Poangui... con más las tierras e asiento que tienen los dichos caciques cerca del río Maipo, llamado Pico, para sembrar los años que son de sequía que por no tener agua el valle dicho de Poangue van allí a sembrar e lo tienen por suyo de tiempos pasados"
Juan Bautista Pastene

en las doctrinas de Choapa a Cauquenes, la existencia de los siguientes pueblos: Choapa, La Ligua, Quillota y Mollaca, Curimón, Aconcagua, Putaendo, Apalta, Colina, Lampa, El Salto, Huechuraba, Quilicura, Melipilla, Guachün, Llopeo, Pico, Apoquindo, Macul, Huaycoche, Tango, Aculeo, Chada, Maypo, El Principal, Malloa , Tagua Tagua, Copequén, Rapel, Colchagua, Pichidegua, Peumo, Nancagua, Teno y Rauco, Peteroa, Lora, Gualemo, Mataquito, Gonza, Ponihue, Vichuquen, Huenchullami, Duao, Rauquén, Pocoa, Putagán, Cauquenes y Chanco. Posteriormente se incluye Longomilla donde existen numerosos asentamiento de indígenas.
Fray Gaspar de Villarroel en informe al Gobernador don Marín de Mujica

## Ginés de Lillo
En 1601, Ginés de Lillo entregó tierras a los promaucaes que vivían en ellas. En el caso de Pico entregó 191 cuadras.

## Desaparición
La desaparición de los Picones estuvo a la política de usurpación y enajenación territorial en los primeros años de la colonia que hicieron desaparecer importantes pueblos de indios o comunidades indígenas debido al traslado y despoblamiento de territorios, como también pasó con el pueblo de indios de Huechún  en el valle del Puangue, cuya suerte fue la desaparición, sin que las mensuras del siglo XVII llegaran a constituir la propiedad de sus tierras, y tampoco existieron reclamos reivindicativos en los años siguientes. Este último corrió igual destino, en 1584 aparecía cercado por las tierras de su encomendero y en 1628 aparece extinguido por la usurpación de sus tierras y traslado de la mano de obra encomendada

## Hacienda
El territorio y asentamiento de Pico se situaba al norte del río Maipo; se hace mención de la existencia del pueblo de Pico para mediados del siglo XVIII, junto al de Pomaire, ubicado, en la hacienda de Pico.